# کراسنی لس (ناحیه کارلووی واری)
کراسنی لس (ناحیه کارلووی واری) (به چکی: Krásný Les) یک منطقهٔ مسکونی در جمهوری چک است که در ناحیه کارلووی واری واقع شده‌است.